# Omladina

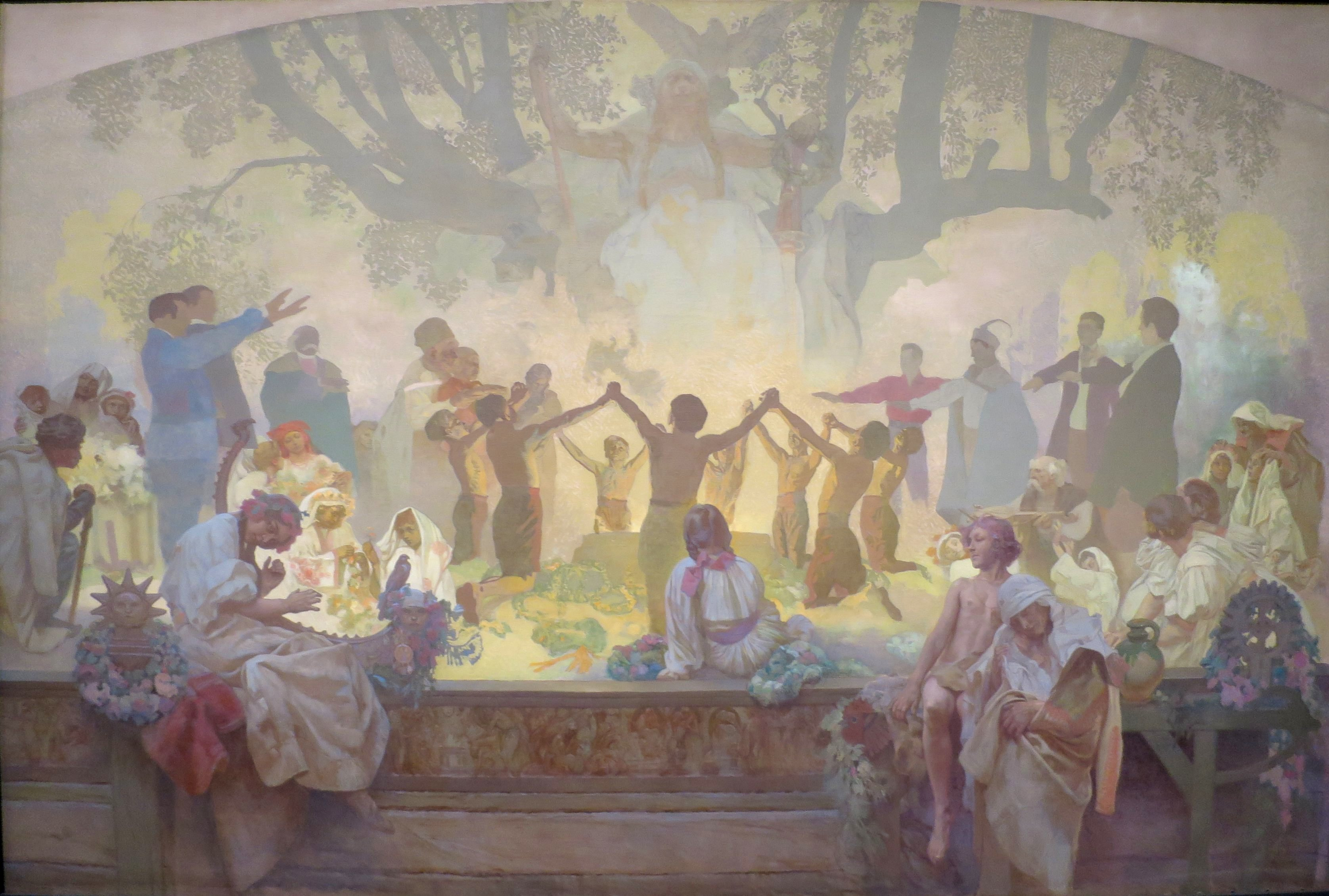
Der Eid der slawischen Jugend (Bild von 1926 aus dem Slawischen Epos von Alfons Mucha)

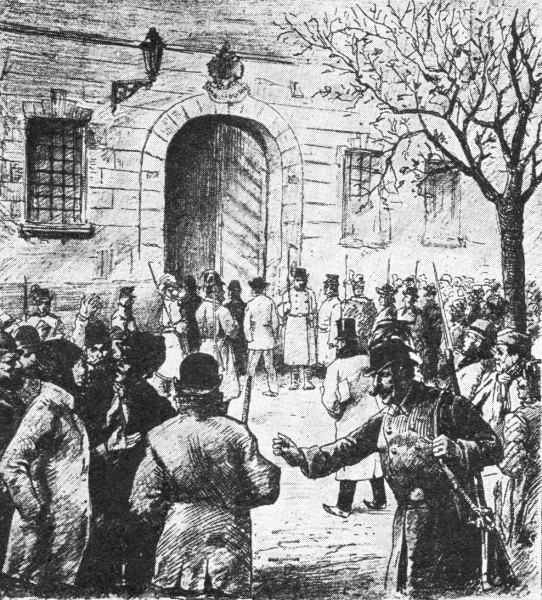
Illustration zum Omladina-Prozess von 1894

Als Omladina wurde ein anarchistischer, tschechischer Geheimbund bezeichnet, der sich aus der jüngeren Generation der Arbeiterbewegung gegen Ende des 19. Jahrhunderts bildete. Allerdings schlossen sich diesem Bund auch Studentenbewegungen an, deren Ziele sich in Radikalismus, Individualismus und Voluntarismus äußerten. Mit der Zeit entfernte sich diese politische Gruppierung immer mehr von politischen Parteien und der sozialen Demokratie, aus denen sie sich ursprünglich organisierte. Ideologische Vorbilder der Geheimgesellschaft waren Stanislav Kostka Neumann und Friedrich Nietzsche.
Die Bezeichnung „Omladina“, die man ins Deutsche am ehesten mit Jugend übersetzen könnte, erhielt die Gruppierung von der Polizei und den Staatsorganen, die diese Organisation als staatsgefährdenden Geheimbund betrachteten, der sich gegen die österreich-ungarische Monarchie wende. Tatsächlich handelte es sich um eine Reformbewegung, die für die staatliche Unabhängigkeit kämpfte und eine der begleitenden Erscheinungen der in Tschechien beginnenden sozialistischen Bewegung war.
Am 12. September 1893 wurde in Prag der Ausnahmezustand ausgerufen und viele Mitglieder sowie Führer wurden verhaftet und vor ein Sondergericht gestellt. Am 14. Februar 1894 wurden 68 Beschuldigte wegen Hochverrat, Beleidigung des Kaisers und des Hofes, Verletzung der öffentlichen Ordnung, der Bildung eines Geheimbundes und Störung des öffentlichen Friedens verurteilt. Insgesamt wurden Strafen von 96 Jahren, zwei Monaten und 28 Tagen ausgesprochen.
Zu den Verurteilten gehörten unter anderem der Redakteur Karel Stanislav Sokol, der Politiker und spätere Finanzminister Dr. Alois Rašín, der Journalist Josef Škába, der Publizist Antonin Hajn, der Politiker und Journalist František Modráček, der Dichter Stanislav Kostka Neumann, der Schriftsteller Alois Tuček und Jan Ziegloser, der die höchste Haftstrafe mit acht Jahren erhielt. Nach der Bildung der Tschechoslowakischen Republik wurde 1919 der Politische Klub Omladina neu gegründet.
Die einzelnen Gruppen waren in so genannte Daumen und Finger unterteilt. Die einzelnen Finger einer Gruppe wählten einen Daumen, der seinerseits vier Finger auswählte, die wiederum einen Daumen wählten. So kennt zwar der erste Daumen alle anderen Daumen, die einzelnen Daumen und Finger anderer Gruppen einander jedoch nicht.
Der Geheimbund wurde vom so genannten Diktator geleitet. Von ihm kamen die Befehle an die Daumen, die wiederum die Finger unterrichteten.
Omladina veröffentlichte eine eigene Zeitschrift Unsere Omladina (Naše omladina) und gründete 1911 den so genannten Bienenzüchterverein (Včelařský spolek). Weitere Zeitschriften wie Moderne Revue (Moderní revue), Neuer Kult (Nový kult) oder Neue Epoche der Freiheit (Nový věk svobody) brachten der Jugend die Gedanken der europäischen Anarchisten nahe.